# Chiara Sani
Chiara Sani (Bologna, 26 aprile 1963) è un'attrice, conduttrice televisiva e regista italiana.
Dopo una lunga carriera di attrice e conduttrice, nel 2022 debutta alla regia con la sua prima opera cinematografica, Vecchie canaglie, da lei stessa scritta e interpretata, che la porta a riscuotere diversi premi sia come regista che come attrice.

## Filmografia

### Attrice

#### Cinema
- Piccolo grande amore, regia di Carlo Vanzina (1993)
- Dichiarazioni d'amore, regia di Pupi Avati (1994)
- Festival, regia di Pupi Avati (1996)
- Il più lungo giorno, regia di Roberto Riviello (1998)
- La via degli angeli, regia di Pupi Avati (1999)
- Mari del sud, regia di Marcello Cesena (2001)
- Un amore perfetto , regia di Valerio Andrei (2001)
- Il cuore altrove, regia di Pupi Avati (2003)
- Tartarughe sul dorso, regia di Stefano Pasetto (2004)
- Ma quando arrivano le ragazze?, regia di Pupi Avati (2005)
- Per non dimenticarti, regia di Mariantonia Avati (2006)
- E guardo il mondo da un oblò, regia di Stefano Calvagna (2007)
- Lillo e Greg - The movie!, regia di Luca Rea (2007)
- Ultimi della classe, regia di Luca Biglione (2008)
- Il papà di Giovanna, regia di Pupi Avati (2008)
- Una sconfinata giovinezza, regia di Pupi Avati (2010)
- Colpi di fulmine, regia di Neri Parenti (2012)
- Il ricco, il povero e il maggiordomo, regia di Aldo, Giovanni e Giacomo e Morgan Bertacca (2014)
- Il velo di Maya , regia di Elisabetta Rocchetti (2017)
- Beate, regia di Samad Zarmandili (2018)
- Il signor Diavolo , regia di Pupi Avati (2019)
- D.N.A. - Decisamente non adatti , regia di Lillo & Greg (2020)
- Gli idoli delle donne, regia di Lillo e Greg ed Eros Puglielli (2022)
- Vecchie canaglie, regia di Chiara Sani (2022)
- Ancora volano le farfalle, regia di Joseph Nenci (2023)
- Un altro ferragosto, regia di Paolo Virzì (2024)

### Televisione
- NormalMan – serie TV (2006-2007)
- Che Dio ci aiuti – serie TV, episodio 1x16 (2012)
- Il caso Enzo Tortora - Dove eravamo rimasti?, regia di Ricky Tognazzi – miniserie TV (2012)
- Il bambino cattivo, regia di Pupi Avati – film TV (2013)

### Regista
- Vecchie canaglie (2022) – anche sceneggiatrice

## Programmi televisivi
- Emilio '90 (Italia 1, 1990)
- Il TG delle vacanze
- Pressing
- Calciomania
- Scherzi a parte
- Ci siamo!?! (Rai 1, 1992-1993)
- Festival di Sanscemo
- Forum (Canale 5, 1995-1997; Rete 4, 1997-2005)
- BravoGrazie
- Stelle del Mediterraneo (Rete 4, 2000)
- Coriandoli (Rete 4, 2000)
- Destinazione Sanremo
- Ce la fai? (Rai 2, 2003)
- Bla Bla Bla
- Stracult
- Base Luna
- Social Town
- Striscia la notizia

## Teatro
- Sketch & Soda di Lillo & Greg
- La baita degli spettri di Lillo & Greg
- Intrappolati nella commedia di Lillo & Greg
- Se non ci sono altre domande di Paolo Virzì

## Riconoscimenti
- Gran Premio della Giuria e Miglior Attrice Co-Protagonista per Vecchie canaglie al Terre di Siena International Film Festival 2021
- Miglior Opera Prima per Vecchie canaglie al CROFFI – Castelli Romani Film Festival Internazionale 2021
- Miglior regia per Vecchie canaglie al COLIFFE Coliseum International Film Festival
- Miglior Opera Prima e Miglior Attrice per Vecchie canaglie al CIAK FILM FESTIVAL 2022